# Rokytov pri Humennom
Rokytov pri Humennom est un village de Slovaquie situé dans la région de Prešov.

## Histoire
Première mention écrite du village en 1463.

## Démographie

### Évolution de la population
| Année:               | 1994. | 2004.    | 2014.   | 2024.   |
| -------------------- | ----- | -------- | ------- | ------- |
| Nombre de personnes: | 354   | 303      | 304     | 287     |
| Différence:          |       | -14,40 % | +0,33 % | -5,59 % |

| Année:               | 2023. | 2024.   |
| -------------------- | ----- | ------- |
| Nombre de personnes: | 294   | 287     |
| Différence:          |       | -2,38 % |